# Achkarren
Achkarren is een plaats in de Duitse gemeente Vogtsburg im Kaiserstuhl, deelstaat Baden-Württemberg, en telt 823 inwoners (2006).

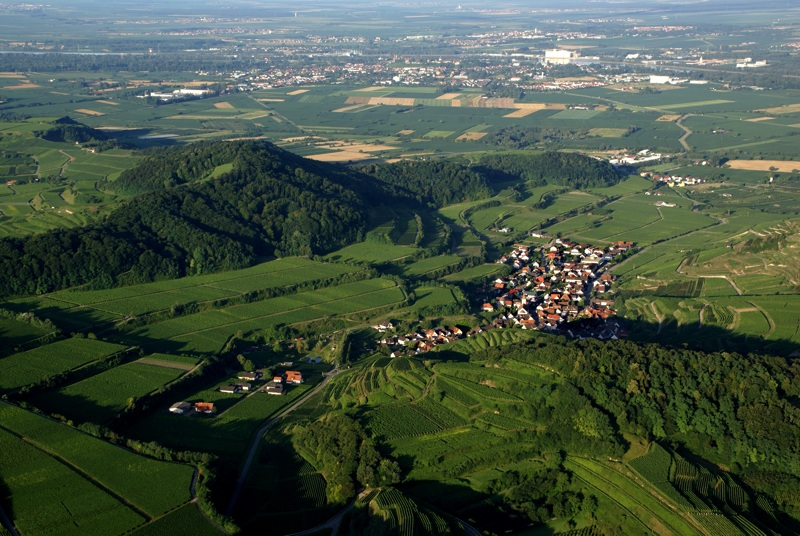
Zicht op het dorp

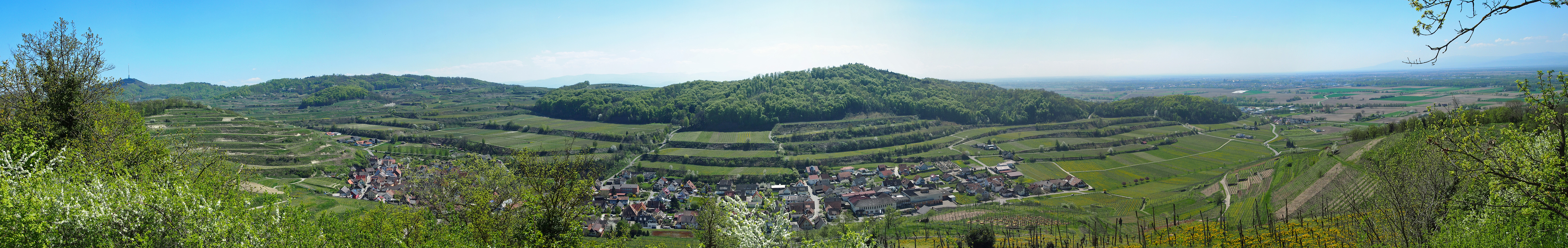
Panorama op het dorp